# Colleen Houck
Colleen Houck (3 de octubre de 1969) es una escritora estadounidense conocida principalmente por su serie de novelas juveniles "La maldición del tigre". La serie fue publicada en España por la editorial RBA Molino.

## Publicaciones

### La maldición del tigre
Su primer libro fue La Maldición del Tigre, publicado por ella misma en 2011. Recibió análisis de revistas como Los Ángeles Times y Publishers Weekly.
Narra cómo Kelsey Hayes, buscando un trabajo temporal, acaba trabajando en un circo, trabando amistad con un tigre blanco y viajando a la India tras la pista de una leyenda.
La segunda novela de la saga fue El Desafío del Tigre. El Viaje del Tigre fue la tercera. El Destino del Tigre fue publicado en 2012 (Saga del Tigre #4). La Promesa del Tigre (La Saga del Tigre #0.5) fue publicada en 2014 y es una precuela de la historia original. Por último El Sueño del Tigre (La Saga del Tigre #5) cierra definitivamente la serie y fue publicada en 2018.
En 2011, la productora Paramount dijo estar interesada en adaptar la saga al cine.

### Reawakened
Reawakened (Reawakened #1) estuvo publicado en 2015. Recreado (Reawakened #2), su segunda parte, lo fue en 2016. Reunido (el libro final Reawakened #3)

## Premios
Ganadora del Parents Choice Award de 2011.

### La saga del Tigre
- La maldición del tigre (Libro #1) (11 de enero de 2011)
- El desafío del tigre (Libro #2) (7 de junio de 2011)
- El viaje del tigre (Libro #3) (1 de noviembre de 2011)
- El destino del tigre (Libro #4) (4 de septiembre de 2012)
- La promesa del tigre (Novella #0.5) (1 de junio de 2014)
- El sueño del tigre (Libro #5) (20 de marzo de 2018)

### Reawakened Serie
- Reawakened (Libro #1) (11 de agosto de 2015)
- Recreado (Libro #2) (2 de agosto de 2016)
- Reignited (Novella #0.5) (21 de febrero de 2017)
- Reunido (Libro #3) (8 de agosto de 2017)

### Otros
- El rescoldo de la Linterna (11 de septiembre de 2018)